# 이스케이프 플랜
《이스케이프 플랜》(영어: Escape Plan)은 2013년 공개된 미국의 액션 스릴러 영화이다. 미카엘 호프스트룀이 연출하고, 아널드 슈워제네거, 실베스터 스탤론, 짐 커비즐 등이 출연하였다.
2018년 속편 비디오 영화 《이스케이프 플랜 2: 하데스》가 출시되었다.

## 줄거리
죄수를 가장하고 교도소 시설을 점검해 탈옥에 취약한 헛점을 포착하고 분석하는 게 특기인 검사 출신 보안 업체 대표 레이 브레즐린은 함정에 빠져 동료들이 위치를 알지 못하는 최고 기밀 교도소에 갇힌다. 교도소장 윌러드 홉스가 레이의 정체를 잘 알고 있으면서도 레이를 감옥 안에 영원히 가두어 두려는 의지를 분명히 하는 가운데 레이는 교도소 안에서 만난 에밀 로트마이어와 함께 탈옥을 모색한다.

## 출연진
- 아널드 슈워제네거 - 에밀 로트마이어 / 빅토어 만하임 역
- 실베스터 스탤론 - 레이 브레즐린 / 앤서니 포터스 역
- 짐 커비즐 - 윌러드 홉스 역
- 커티스 “50 센트” 잭슨 - “허시” 역
- 샘 닐 - 카이리 의사 역
- 비니 존스 - 드레이크 역
- 파란 타히르 - 자베드 아프리디 역
- 빈센트 도노프리오 - 레스터 클라크 역
- 에이미 라이언 - 애비게일 로스 역
- 그레이엄 베클 - 브림스 역
- 맷 제럴드 - 로그 역
- 커트리나 밸프 - 제시카 밀러 역